# Акант (орнамент)
Вижте пояснителната страница за други значения на Акант.
Акантът (на гръцки: ακανθος; на латински: acanthus) е един от най-разпространените декоративни елементи в Античността. Наподобява стилизираните стебла и твърдите, трънливи листа на диворастящото тревисто растение меча стъпка (Acanthus), характерно за Средиземноморските страни. Родът съдържа около 30 вида, но двата най-често използвани в орнаментиката са Acanthus spinosus и Acanthus mollis. Художниците и архитектите са привлечени от красивите, извиващи се назъбени листа и използват орнамента от времето на древните гърци. С развитието на архитектурата и изкуствата те се появяват отново и отново при всеки следващ архитектурен стил и достигат до наши дни.
Според Франц Майер акантовите орнаменти не носят никакво символично значение и честото им и разнообразно използване се дължи на извитите филизи, каквито в действителност растението няма, и красивото декоративно назъбване на листата. Според Гъс Тасара обаче, те символизират живота, произтичащ от смъртта, но не в аспекта на християнството, а като цикличното умиране и възраждане на природата.
В архитектурата като орнамент се ползват три вида акант – островърх, закръглен (римски) и силно разтегнат (готически). По принцип завитите акантови листа нерядко се съчетават и допълват органично с форми от други видове растения като лавър, дъб, бръшлян, житни класове и други. Най-ранният документиран архитектурен обект в коринтски стил, където се наблюдават капители с акантови листа, е храмът на Аполон Епикурейски в Баса от 429 г. пр.н.е.
Разликата в акантовите орнаменти при различните стилове обикновено може да се открие само от специалистите по декорация, защото много често те се състоят от дребни промени в детайла. Между 16 и 19 век появата на аканта е с минимално различие не само при различните стилове като барок, рококо и други, но дори и в различните държави – Франция, Германия, Холандия, Англия.

## Древна Гърция
Мотивът се създава в античното изкуство, става основополагащ декоративен елемент при възникването на коринтския стил и продължава да се използва при базирания на него композитен стил. Появява се първо в архитектурата на Древна Елада, прилага се главно при декорация на капители и фризове, но може да се срещне и при модильони, акротерии, дентикули и други. Орнаментът се изработва във вид на островърхи, силно назъбени листа.
Според древноримския архитект Витрувий, коринтският стил е създаден от древногръцкия архитект и скулптор Калимах, който е вдъхновен от оброчна кошница на гроба на малко момиче. Между няколкото играчки, поставени в нея и между отворите ѝ той вижда прорасли акантови филизи и дълбоко нарязани листа, които се вплитат в структурата на кошницата. Тази гледка му дава идеята за украсата със стилизирани акантови листа, характерна за коринтския стил.

## Римска империя
Акантовата декорация достига разцвет като орнаментика в изкуството на Римската империя, където особено се предпочита като главен мотив в коринтския и композитния стил, любими на тогавашните архитекти. По време на Империята акантовите листа претърпяват промени и стават по-закръглени, с по-меки форми, по-пищни и със силно завити нагоре краища. Архитектите използват мотива при най-грандиозните си сгради, построени в създадения от самите тях композитен стил, появил се за първи път в епохата на Октавиан Август.

## Византия
Във Византия и при Романския стил стилизираните листа са подложени на поредната си еволюция и изработката им се връща отново към по-твърди и неделикатни форми.
При Теодосианския вид ранновизантийският капител, производен от коринтския и възникнал към средата на 5 век, жилките на акантовите листа се врязват още по-дълбоко и графично. Изрезите се надребняват и уеднаквяват и декоративният елемент се доближава до т.нар. остър акант (acantus spinosus). Растителните мотиви се схематизират и се превръщат в една обща, ажурна маса. Този тип бързо се разпространява из Византийската империя, като достига до Гърция, Македония, Херсонес и в градовете, разположени на териториите на днешна България.

## Готика
Готическият стил, наред със стилизираните родни растения, използва и чуждия акант, чиито листа в ранния период са с кръгли, заоблени форми. Като противовес на тях в късната готика се предпочитат подчертано силно удължените листа на магарешкия трън, наред с акантовите. И в двата случая общата концепция е повече или по-малко натуралистична, но детайлите са идеализирани до неузнаваемост.

## Ренесанс
Орнаментите, създадени на основата на акантовия лист, достигат най-голямо изящество и разнообразие в епохата на Ренесанса, който възражда античната украса. Тогава акантовият лист се добавя даже и при декорацията на фризове и корнизи. Нежните растителни филизи и извивки стават особено популярни при стила Луи XVI, изпълнени като розетки, или комбинирани с тях. Те са почти неотменна част от всяко украшение и предмет на декоративното изкуство от онова време – мебели, дърворезби, мраморни релефи в интериора и за екстериора. Могат да се наблюдават по майоликови съдове, книги, стенописи, гоблени, орнаментирани начални букви на ръкописи и често се срещат в различни видове платове като бродерии или щампи.
По-късно преминава като орнамент и в архитектурата на Класицизма.

## България
През 5 век в ателиетата на остров Проконес, най-големия център за производство на архитектурни детайли от онова време, се създават елементи в типичен коринтски ордер. С времето стилът претърпява сериозно развитие, а неговите множество варианти бързо се разпространяват из провинциите на Римската империя, като достигат и до териториите на днешна България. През първите десетилетия на 6 век акантовите листа са редуцирани на брой, а очертанията им се опростяват.
На дърворезбования иконостас на главната църква в Рилския манастир „Рождество на Св. Богородица“, също могат да се видят акантови листа. Върху люнетите над иконите от „царския ред“ на главния иконостас, разцъфват ружи, нарциси, извиват се розети от акантови листа, обилно вплетени в орнаменталната решетка и прозирните дантели от дърворезбата.
Декорация от стилизирани акантови листа може да се види по много от фасадите на Стария град в Пловдив – сградите на Етнографския музей, къщата на Георгиади (Регионален исторически музей, Експозиция „Българско възраждане“), църквата „Св. Константин и Елена“, под стрехите на Скобелевата къща и на много други места.
В североизточното помещение на една от раннохристиянските църкви в България, открита в местността Джанавара край Варна и проучвана от Херман Шкорпил, са разкопани подови мозайки с изображения на акантови листа. Изработени са по продължение на бордюра, като акантите са очертани с жълто, а върховете на листата им са червени. Комбинирани са с лозови листа и гроздове. В останалата част от мозайката са изобразени стилизираните съдове с акантови листа, от които излизат лозници. Същите акантови съдове се наблюдават и в мозайки от базиликите в Бейт-Шеан, Израел и в Сабрата, Йордания, от първата половина на 6 век.
От Созопол произхождат 11 ранновизантийски капитела от римско-коринтски стил, като по всички се виждат акантови орнаменти. Украсата на един от тях е разделена на две хоризонтални зони, като долната е заета от нарязани акантови листа. При друг тя се състои от два реда акантови листа, при трети на долния ред има 8, а на горния – 4 листа с врязани в повърхността жили и така нататък.
В наше време стилизираните акантови листа се срещат най-често при мебелите и понякога при шарките на тъканите.
- Инкрустация върху слонова кост, Египет, 14 век
- Сребърна ваза от 4 век, Британския музей
- Стъклопис на енорийската църква в Анделсбух, Австрия
- Английският крал Едуард IV в дреха с акантови листа
- Барокова балюстрада с акантови листа (ок.1700)
- Викторианска пощенска кутия в Англия с украса от акантови листа
- Будистки капител с акантови листа, Гандхара
- Подова мозайка от Римини, средата на 3 век
- Акантови листа по фриз
- Капител с акантови листа, византийски тип в Йерусалим
- Детайл от църквата „Св. Ана“ във Варшава
- Акантови листа по фриз